# キャシー・ラング
カサンドラ・"キャシー"・ラング（Cassandra "Cassie" Lang）は、マーベル・コミックが出版するアメリカン・コミックスに登場するキャラクターである。デヴィッド・ミッチェリーニとジョン・バーンによって創造され、1979年4月の『マーベル・プレミア』第47号に初登場した。
彼女はスーパーヒーローのスコット・ラング/アントマンの一人娘であり、“スタチュア”、“スティンガー”、“アントガール”などのヒーロー名でも知られる。

## 発行履歴
カサンドラ・ラングは、デヴィッド・ミッチェリーニとジョン・バーンによって創造され、1979年4月の『マーベル・プレミア』第47号に初登場した。彼女は後に、アラン・ハインバーグとジム・チャンによる2006年5月の『ヤング・アベンジャーズ』第6号でスタチュアというコードネームで登場し、2008年には彼女の最初のソロコミックブックであるワンショット『Young Avengers Presents Stature』に出演。本作は、2008年5月のDiamond Comic Distributorsによると、81位のベストセラーコミックブックを記録した。さらに、2015年にはニック・スペンサーとアナパオラ・マルテッロによる『The Astonishing Ant-Man』シリーズにスティンガーというコードネームで登場した。

## キャラクター経歴

### アントマンの娘
キャシー・ラングは、スコット・ラングの娘としてマーベル・ユニバースに紹介された。幼少期に彼女は先天性心疾患を患っていたことから、スコットの働きかけによって命を救われた経緯があった。
両親の離婚後、キャシーは幼少期のほとんどを彼女が深く愛し、尊敬している父親と一緒に暮らした。アントマン（2代目）となったスコットはスーパーヒーローとしての活動を秘密にしていたが、キャシーは徐々に彼がアントマンであることを知り、彼のピム粒子搭載ツールを密かに実験していた。彼女はスーパーヒーローである父親に魅了され、一般的にスコットの仲間たちと良好な関係を築いていた。そのため彼女はトニー・スターク/アイアンマンを「トニーおじさん」とさえ呼んだ。
“ファンタスティック・フォー”のエンジニアとなったスコットによってキャシーは、彼らの当時の本部“フォー・フリーダムズ・プラザ”に招かれ、その環境で彼女は父親に彼がアントマンとして活動していたことを以前から知っていたと打ち明けた。
ファンタスティック・フォーが行方不明になったことでスコットが“Oracle, Inc.”に転職し、業務に打ち込んでいる間、さらに冒険をしたキャシーは、誤ってスーパー・アダプトイドを活性化し、未来のビジョンを目撃した。それは“Heroes for Hire（H4H）”がスーパー・アダプトイドに圧勝するもので、このことが後の地球の存亡をかけた戦いではスコットと彼の仲間たちがマスター・オブ・ザ・ワールドの打倒に役立った。この一件からキャシーは、スーパーヒーローへの憧れを一層強くするが、それは彼女の母親ペギーがスコットからキャシーの親権を取る原因にもなった。
スコットから遠ざけられたキャシーは、母や継父の警察官ブレイク・バーディックに対してますます苦々しくなってしまい、ブレイクはキャシーとスコットを引き離そうとして失敗した。何年もの間キャシーは『アベンジャーズ: ディスアセンブルド』においてスコットがワンダ・マキシモフ/スカーレット・ウィッチに命を奪われる出来事まで、可能な限り父親を訪ねた。
キャシーはふさぎ込んでしまい、思いやりのある継父になろうとして失敗したブレイクとの関係も悪化し、彼とペギーの別の対立の後、キャシーは“ランナウェイズ”に参加するためにロサンゼルスへ家出することを決めたが、その直前にテレビで“ヤング・アベンジャーズ”を見た後、ジェシカ・ジョーンズの助言もあって計画を変更した。

### ヤング・アベンジャーズ
ヤング・アベンジャーズ加入を希望するキャシーは、“アベンジャーズ・マンション”でケイト・ビショップと出会い、アイアンラッド率いるヤング・アベンジャーズのヒーローたちからチームへの参加と、スコットのツールの所持を拒否されると憤慨して、これまで実現できなかったピム粒子による身体のサイズ変更を即席で披露し、その結果身体の巨大化に成功して気絶。キャシーは後に縮小化も披露して、ヤング・アベンジャーズに迎え入れられた。
それからキャシーは、早速チームの一員としてカーンとの戦いに参加し、その最中にアイアンラッドと瞬く間に親密な仲となった。だがタイムラインへの悪影響からアイアンラッドは、彼が自分の時間に戻ることになり、彼がカーンになるという事実をキャシーは受け入れなければならなくなった。
スティーブ・ロジャース/キャプテン・アメリカとスタークからチームの解散を命じられると、キャシーはケイトと共に拒否してヤング・アベンジャーズ存続を他のヒーローに説得し、自身のコードネームを最初にアントガールまたはジャイアントガールに検討した後、最終的にスタチュアを採用して、スコットのものに基づいた新しいコスチュームも使用するようになった。スーパーヒーローとしての人生を続けることを決めた後、キャシーはジェシカから普通の生活を望む意志はないかどうか尋ねられると、彼女は「ミス・ジョーンズ、私の父はアントマンでした。私は普通の生活を送ったことがありません」と答えた。
『シビル・ウォー』においてキャシーたちヤング・アベンジャーズは、“スーパーヒーロー登録法”に対するキャプテン・アメリカの抵抗に参加した。キャシーと彼女の仲間の半数はセーフハウスに滞在し、ニック・フューリーから新しい秘密の身分を手配された。この間、キャシーは救出活動に参加し、その後の戦いの間に、ビル・フォスター/ゴライアスはソーのクローンであるラグナロクに殺され、ヤング・アベンジャーズの一員のウィッカンが捕らえられた。その後、キャシーはロジャースの元を離れて登録することを選択し、警官や他のヒーローではなく悪役と戦いたいという理由を述べた。

### イニシアティブ
キャシーは研修生として“フィフティ・ステイト・イニシアティブ”に参加した。しかし、仲間となったキャシー・セント・コモンズ/ダスク、グリー・ネルソン/ティグラ、マリア・デ・グアダルーペ・サンティアゴ/シルバークロウ、アーニャ・コラソン/アラーニャと一緒にフィリップ・マスターズ/パペット・マスターズに操られてしまった。そしてキャロル・ダンバース/ミズ・マーベルと戦うよう仕向けられたが、最終的にマインドコントロールから解放された。
やがてキャシーは、スコットを軽蔑する発言をしたエリック・オグレイディとの乱闘騒ぎや、アイアンラッドの精神的なパターンに基づくプログラムを持つヴィジョンとのロマンスなどを経験し、グローイングマンとの戦いにおけるブレイクを傷つけてしまった一件では、罪悪感による悪影響から非存在に縮小する寸前まで至ってしまい、そうなる直前にイーライ・ブラッドリー/パトリオットの助けを得て、彼女はヤング・アベンジャーズとイニシアチブの一員としての地位の責任とリスクを受け入れ、ブレイクも警察官としてリスクに直面していると考えるようになった。

### シークレット・インベージョン
『シークレット・インベージョン』でキャシーは、イニシアティブの一員としてマンハッタンで“スクラル”に戦いを挑んだ。彼女はイエロージャケットよりも巨大化し、スクラルを殴り倒した。

### ダーク・レイン
スクラル侵攻の余波でキャシーはイニシアティブを離れ、ヤング・アベンジャーズに再び加わった。キャシーとヴィジョンは、ウィッカンによってアベンジャーズ・マンションの跡地に飛ぶと、石化したチームメイトと彼らを運び去るマキシモフに遭遇した。父親を死に追いやったマキシモフを憎んでいたキャシーだが、紆余曲折の末に彼女はマキシモフがロキの擬態であることを見抜いた。それからキャシーは“ワンダゴア山”での戦いや古代インヒューマンとの戦いに身を投じ、ノーマン・オズボーンが“アスガルド”に本格的な攻撃を仕掛けた際には、もう一度“マイティ・アベンジャーズ”とチームを組んで、オーディンの槍を巡り、“サンダーボルツ”と戦った。

### ヒロイック・エイジ
ある時キャシーは、ジェシカとルーク・ケイジのベビーシッターの仕事に志願し、“ニューアベンジャーズ”に入ることを望んだが、スクリール・ガールを支持したことで解雇された。

### The Children's Crusade
ウィッカンが自身の制御しきれない魔法のエネルギーで“サンズ・オブ・ザ・サーペント”の数人のメンバーを殺した時、アベンジャーズは彼が別のスカーレット・ウィッチになるかもしれないと危惧し始め、彼らがヤング・アベンジャーズにマキシモフが息子たちを失った後、どのように狂ったかを聞かせると、何をすべきかわからないと感じたウィッカンを見たキャシーは、子どもたちが生きていることを彼女に示すことができれば、スコットの死を含め、マキシモフがしたことすべてを元に戻すことができるかもしれないと信じて、彼女を見つけようとを提案した。
”ラトベリア”においてキャシーはアイアンラッドと再会し、彼がチームを『アベンジャーズ: ディスアセンブルド』の時期に戻すと、彼女は父親を現在で生存させるために前進させ、ジャック・ハート/ジャック・オブ・ハーツによる攻撃からスコットを救い、彼から「誇りに思っている」と伝えられた。
マキシモフが見つかると、彼女の強力な力を奪ったドクター・ドゥームとアベンジャーズ&X-メンの同盟の激戦が勃発。その結果、キャシーはドゥームの反撃を受けて命を落とした。他のヤング・アベンジャーズのヒーローたちは、アイアンラッドからのキャシーを救うという申し出を拒否し、ヴィジョンとキャシーが来世で何らかの形で一緒にいると信じたいというケイトの願望から、アベンジャーズ・マンションの庭に2人を模した像が建てられた。そしてヤング・アベンジャーズは解散した。

### 復活
“フューチャー・ファウンデーション”のベントレー23は、キャシーがピム粒子の不安定な性質のサイモン・ウィリアムズ/ワンダーマンのようなイオンの体質となって再生する可能性があると仮定した。
『アクシス』において、ドクター・ドゥームが利他的なヒーローへと変化し、過去の行いの罪滅ぼしを望んだことで、彼の力によってキャシーは復活。その後、彼女は父親と彼の新しいガールフレンドのダーラ・ディアリングと涙を流しながら再会した。

## 能力・装備
キャシー・ラングは身体のサイズを増減する能力を持ち、その能力はキャシー自身の感情に結びついており、彼女は怒ると40フィートに、罪悪感を感じるとアリの大きさにとそれぞれ身長が変化する。キャシーは当初、6インチへの縮小と、10〜15フィートへの拡大に苦労したが、以前の成長限界を超え、ヤング・アベンジャーズに自身の力を実証して以降はその力が強力になった。キャシーはスクラル・イエロージャケットよりも大きく成長し、少なくとも100フィートまで巨大化する可能性も秘めている。たが彼女とヘンリー・ピムは、身長250フィートの巨体をあまりにも長く保つと、大きな負担に苦しむことを確認した。
キャシーは「5000種以上のアリや昆虫」と通信し、制御する機能を有するアントマンのものに似たスティンガーのヘルメットと、着用者を飛行させる生合成翼や手首からの爆発性のバイオ電気の発射機能を持つコスチュームを着用する。

## その他のバージョン

### 『アベンジャーズ：チルドレンズ・クルセイド』
『アベンジャーズ：チルドレンズ・クルセイド』におけるキャシーは、ヤング・アベンジャーズの一員であるスタチュアとして、スカーレット・ウィッチの捜索に赴いた。しかしこのキャシーはウィッカンの擬態であり、現在はソーサラー・スプリームと改名され、アイアン・ラッドに時間をさかのぼってもらうためにスティンガーを装っていたことが明らかになった。

### 『マーベル・フェアリー・テールズ』
『マーベル・フェアリー・テールズ』におけるキャシーは、『不思議の国のアリス』のアリスとして登場し、ヤング・アベンジャーズのワンダーランドバージョンや、スコット・ラング/アントマンとティグラのワンダーランドバージョンにも会った。

### 『MC2』
『MC2』におけるキャシーは医師として登場し、“A-Next”の20代半ばの最年長メンバーのヒーローであるスティンガーとして活動している。

### 『アルティメット・マーベル』
『アルティメット・マーベル』におけるキャシーは、当初は“ジャイアント・ウーマンチーム”のメンバーで、彼女はマイルズ・モラレス/スパイダーマンと戦うためにソーの息子モディに洗脳され、敗北した。しかしキャシーは後に回復し、“ヒドラ”との小競り合いの最中に、撃墜された“S.H.I.E.L.D.”の“ヘリキャリア”を救出した。その際の活躍に感銘を受けたモニカ・チャンから“アルティメッツ”への加入を推薦されたキャシーだったが、彼女は後にニック・フューリー率いる“ハウリング・コマンドーズ”に加入し、アルティメット・リード・リチャーズ/メイカーの“ダーク・アルティメッツ”への支援役としても活躍した。

### 『ホワット・イフ?』
- 『The Leaving』でのキャシーは、50年後の未来に高齢者のナースメイドとして登場する[53]。
- 『What If Iron Man Lost the Armor Wars』でのキャシーはジャスティン・ハマーに人質に取られ、ハマーが後に暗殺されると、“A.I.M.”によってスコット共々親子で人質に取られたが、最終的にはファイアパワーのアーマーを装着したスタークによって解放された[54]。
- 『What If Captain America Led ALL the Superheroes against the Registration Act,』と題されたセグメントタイトルでのキャシーは、政府が立ち上げたセンチネルとの対決で命を落とした最初のスーパーヒーローの1人として登場[55]。

## MCU版
『マーベル・シネマティック・ユニバース』（MCU）では、幼少期はアビー・ライダー・フォートソン、ティーンエイジャー期はエマ・ファーマン及び、キャスリン・ニュートンが演じる。日本語吹替は俳優によって異なっており、フォートソンが演じた幼少期は太田梨香子が、ファーマンが演じた『アベンジャーズ/エンドゲーム』ではイブ優里安が、ニュートンが演じた『アントマン&ワスプ:クアントマニア』では高橋李依がそれぞれ担当している。

### キャラクター像
スコット・ラング/アントマンとマギー・ラングの間に生まれた実の一人娘。現在においては両親の離婚により、母と彼女の新しいパートナーで養父のジム・パクストンと3人で彼の自宅に同居しているが、父のスコットのことは別居してもなお心から想い続けて深く愛し、スコットからも全身全霊をかけて愛されている。スコットから振舞われたものなら、誕生日プレゼントの可笑しなぬいぐるみや、いびつなダンボール迷路でも大喜びしてしまうほど純真であり、10歳になると明るく賢いだけでなく、アントマンになったスコットのように自分も人助けをしたいという願望を持つようになり、少々はしたない発言をすることもあるなど、かなりおしゃまになった。
“ザ・ブリップ”後の現代では、スコットと深い関係であるピム親娘とも本格的に交流するようになり、ヒーロー願望を一層強くしてホームレス支援のためのデモ活動に参加するほどのバイタリティある性格になったが、方向性の誤った行動に出て騒動を起こすという泥棒時代の父親に似た難点と、自分の行いを非難する警官たちやスコットにすら意思表示も含めて反発するなど、ティーンエイジャーということも手伝って、結果的にトラブルメーカーとしての側面を垣間見せるようになる。
そして、スコットやピム親娘と揃って“量子世界”へ縮小してしまった一件において、征服者カーンの支配に虐げられている“量子人”たちを救うべく、スコットたちと力を合わせてカーンらに立ち向かい、ヒーローの道への第一歩を踏み出すことになる。

### 能力
ティーンエイジャーに成長した現代においては、ザ・ブリップの頃からエンジニアとしての腕を少しずつ磨いてきたため、ハンク・ピムと共同開発で量子世界を探索する小型衛星や自分専用のアントマン・スーツを作れるほどの技能を披露するようになる。

### ツール
アントマン・スーツ
キャシー自らが作り上げた手製の特殊スーツ。スコットの“アントマン・スーツ”や、ホープ・ヴァン・ダイン/ワスプの”ワスプ・スーツ”と同等のイメージで、紫色のパーソナルカラーが特徴。基本的な機能は、前述のスーツ2種と同様に、両手グローブに備わるボタンを押すことで“ピム粒子”が揮発し、スーツ本体の装着者の身体を縮小・拡大・巨大化させる。

### 各作品における描写
『アントマン』
本作でMCU初登場。スコットに目を光らせるパクストンに不満を感じたり、スコットは悪人なのかとマギーに尋ねることもあった。
クライマックスでは、スコット抹殺を企むダレン・クロス/イエロージャケットに襲われるが、スコットの活躍で難を逃れ、ラストでは側転ができるようになり、スコットが拡大させてしまった1匹のアリを新しいペットとして飼っている。
『アントマン&ワスプ』
本作ではスコットを深く愛する気持ちはそのままに、母や義父との家族仲も良好で、そのため、“アベンジャーズの内乱”の廉で自宅軟禁に励むスコットと定期的に仲睦まじく遊ぶだけでなく、スコットに素敵なパートナーを作って欲しいと願うと共に、自分もパートナーになりたいという理想も持ち、ジミー・ウーに物怖じせずに立ちはだかって口八丁を披露したり、時には悩むスコットを激励したりと、彼の最大の理解者としての見せ場が多い。
物語のラストでは、スコットとホープの3人で『放射能X』を鑑賞し、自分も人助けをしたいと打ち明けながら、スコットとホープの仲を後押しする。
『アベンジャーズ/エンドゲーム』
本作では14歳に成長して登場。デシメーションを免れており、2023年時に変わり果てた世の中を目の当たりにして驚愕するスコットと再会。彼を喜ばせ、自身もスコットがデシメーションの犠牲になったと思っていたため、涙を流してハグをした。物語のラストでは、スコットとホープの3人で夜空を見上げる。
『アントマン&ワスプ:クアントマニア』

## その他のメディア

### テレビアニメ
- 『アベンジャーズ 地球最強のヒーロー』：第31話『To Steal an Ant-Man』に登場。コリーン・オショーネシーが声をあてた[56]。
- 『Marvel's Ant-Man』：（2017年）第1話『Science Fair』に登場し[57]、スカイ・アレクシスが声をあてた。

### ビデオゲーム
- 『MARVEL オールスターバトル』：スティンガーのコードネームを持つプレイヤーキャラクターとして登場[58][59]。
- 『マーベル・フューチャーファイト』：プレイヤーキャラクターとして登場[60][61]。
- 『LEGO マーベル アベンジャーズ』：スタチュアのコードネームを持つプレイヤーキャラクターとして登場[62][63][64]。
- 『Marvel Avengers Academy』：スティンガーのコードネームを持つプレイヤーキャラクターとして登場[65]。
- 『マーベル・スナップ』：スタチュアのコードネームを持つプレイヤーキャラクターとして登場[66][67]。

### マーチャンダイズ
2023年、ハズブロはマーベルレジェンドの商品として、MCU版の外観に基づくキャシー・ラングのアクションフィギュアをリリースした。